# Sulochana Gadgil
Sulochana Gadgil (Pune, 7 giugno 1944 – Bangalore, 24 luglio 2025) è stata una meteorologa e oceanografa indiana presso il Centre for Atmospheric and Oceanic Science (CAOS), a Bangalore, in India.
Ha studiato il come e il perché del monsone, comprese le strategie agricole per far fronte alla variabilità delle precipitazioni e alla modellazione dei fenomeni ecologici ed evolutivi. La sua ricerca ha portato alla scoperta di una caratteristica fondamentale della variazione sub-stagionale nelle formazioni delle nubi monsoniche. Ha dimostrato che il monsone non è una gigantesca brezza di terra e mare, ma è invece una manifestazione della migrazione stagionale di un sistema su scala planetaria che si osserva anche su regioni non monsoniche. In collaborazione con gli agricoltori ha ricavato delle strategie agricole che sono adattate alla variabilità delle precipitazioni delle diverse regioni dell'India.

## Biografia

### Primi anni di vita e formazione
È nata nel 1944 a Pune. Proviene da una famosa stirpe in quanto il bisnonno fu un ministro nello stato di Tonk noto per i suoi sforzi eroici per aiutare le persone durante le gravi siccità. Suo nonno e suo padre furono medici rispettati del loro tempo. Allo stesso modo suo nonno fu un combattente per la libertà e ospitò a casa sua diversi partecipanti attivi nella lotta contro il dominio coloniale. Sua madre fu una scrittrice marathi.
Ha fatto i suoi primi studi a Pune, nel medio Marathi. Ha poi proseguito gli studi liceali in inglese a Rishi Valley, un collegio in Andhra Pradesh. È tornata a Pune per i suoi studi universitari al Fergusson College, dove optò per le scienze naturali e si è laureata in Chimica, Fisica e Matematica. In questo frangente, si fidanzò con Madhav Gadgil, un compagno di studi, e insieme decisero di intraprendere una carriera scientifica. Entrambi furono ammessi con una borsa di studio da Harvard. Anni dopo si sono sposati e hanno avuto una figlia e un figlio.

### Ritorno in India
Nel 1971 è tornata in India con suo marito, anche lui uno studente di Harvard. Ha lavorato per due anni presso l'Indian Institute of Tropical Meteorology come addetta alla piscina CSIR. In questo periodo lavorò con scienziati come R. Ananthakrishnan e Dottor Sikka. È stata reclutata dal Center for Theoretical Studies (CTS) come membro. Anche suo marito è stato reclutato al CTS come ecologo matematico. Dal CTS è nata una nuova istituzione: il Center for Atmospheric and Oceanic Sciences (CAOS).